# Sani Elhadj Magori
Sani Elhadj Magori (1971) è un regista e giornalista nigerino.
Nato in Niger nel 1971, si diploma in Algeria come ingegnere di stato in agronomia; in seguito svolge l'attività di giornalista per alcune riviste francesi e nigerine.
Prima di realizzare i suoi primi documentari si forma in Senegal grazie al master in regia presso l'Università Gaston Berger.

## Filmografia
- Pour le meilleur et pour l'oignon (2005) - documentario
- Pa Diadji (2008) - cortometraggio
- Notre pain capital (2009) - documentario
- Koukan Kourcia ou le cri de la torturelle (2010) - documentario